# Aphrodite (1916)
Aphrodite ist ein deutsches Stummfilmmelodram von Robert Reinert aus dem Jahre 1916 mit Maria Carmi in der Hauptrolle.

## Handlung
Der junge Bildhauer Cramer ist beseelt von der Idee, eine Aphrodite-Staue zu modellieren, die die Schönheit und Perfektion des weiblichen Körpers widerspiegelt. In der glücklich verheirateten Frau von Versen findet er sein ideales Modell. Nach anfängliches Zögern lässt sich die durch das Angebot geschmeichelte Dame darauf ein, Modell zu stehen. Doch plötzlich überkommen sie moralische Bedenken, denn als Gattin eines angesehenen Legationsrates könnte dies gesellschaftliche Missverständnisse hervorrufen. 
Zu allem Überfluss hat ein konkurrierendes Modell einen Brief an Herrn von Versen aufgesetzt, in dem dieser über die „Ausschweifung“ seiner Ehefrau informiert werden soll. Zwar gelingt es Frau von Versen, dies zu verhindern, nicht aber Cramers Absicht, die Aphrodite-Statue in einer geplanten Ausstellung öffentlich zu präsentieren. Um sich und ihren Gatten nicht gesellschaftlich bloßzustellen, greift Frau von Versen zum ultimativen Akt der Befreiung, schleicht des nachts in den Ausstellungsraum und zerstört die Statue, das Abbild ihrer selbst. Die Plastik stürzt auf die Frau herab und begräbt sie es unter ihren Trümmern. Ob sie stirbt oder überlebt, bleibt offen.

## Produktionsnotizen
Aphrodite entstand im Frühjahr 1916 Berlin (Atelieraufnahmen) sowie in Dalmatien und wurde im Juli desselben Jahres uraufgeführt. Die Länge des Films betrug 1605 Meter, verteilt auf vier Akte.
Robert A. Dietrich entwarf die Filmbauten.

## Kritiken
In der Wiener Allgemeine Zeitung konnte man folgendes Leben: „Eine einfache Handlung, aus der immer eindringlicher die seelische Schönheit einer Frau leuchtet, wenn auch der Körper … in den Armen des Gatten stirbt oder zum Leben zurückkehrt. Es gewährt auch einen einzigen Genuß, die beseelte Gestalt der Carmi in den verschiedensten Situationen, Gebärden und Beleuchtungen zu sehen.“
Paimann’s Filmlisten resümierte: „Stoff spannend, Spiel ausgezeichnet, Photos und Szenerie sehr gut.“
Im Fremden-Blatt heißt es: „Maria Carmi bietet in diesem Drama eine ihrer schönsten Leistungen.“